# A bűvös körhinta (film)
A bűvös körhinta (eredeti cím: The Magic Roundabout) 2005-ben bemutatott egész estés francia–brit 3D-s számítógépes animációs film, amelyet Dave Borthwick, Jean Duval és Frank Passingham rendezett. A The Weinstein Company és a Pathé Pictures készítette, a SPI forgalmazta. Az animációs filmnek többféle változata is megjelent, Franciaországban Pollux, le manège enchanté címmel, Észak-Amerikában pedig Doogal (a film egyik főszereplőjének a neve) címet viseli.
Az Egyesült Királyságban 2005. február 11-én, Magyarországon 2005. október 31-én mutatták be.

## Szereplők
| Szereplő                 | Eredeti szinkron | Eredeti szinkron          | Magyar szinkron  |
| Szereplő                 | Egyesült Királyság | Amerikai Egyesült Államok | Magyar szinkron  |
| ------------------------ | --- | ------------------------- | ---------------- |
| Dugó (Doogal)            | Robbie Williams | Daniel Tay                | Görög László     |
| Dugó (Doogal)            | A leszokóban lévő édességfüggő kutyus, aki a Zuzmor legyőzésére induló mentőcsapat elengedhetetlen tagja.               |                           |                  |
| Dylan (Dylan)            | Bill Nighy | Jimmy Fallon              | Galambos Péter   |
| Dylan (Dylan)            | A szórakozott, filozófus hajlamú rocker nyúl, a mentőcsapat tagja.                                                      |                           |                  |
| Zuzmor (Zeebad)          | Tom Baker | Jon Stewart               | Végvári Tamás    |
| Zuzmor (Zeebad)          | A gonosz rugólábú varázsló, akinek célja, hogy megfagyassza a Napot és az örök tél fogságába ejtse a világot.           |                           |                  |
| Dalária (Erminitrude)    | Joanna Lumley | Whoopi Goldberg           | Náray Erika      |
| Dalária (Erminitrude)    | Az operaénekes tehén, az állatok között a józan megfontoltság hangja, aki szintén a mentőcsapattal tart.                |                           |                  |
| Brian (Brian)            | Jim Broadbent | William H. Macy           | Gyabronka József |
| Brian (Brian)            | A reménytelenül szerelmes, szégyenlős, cinikus csiga, a csapat negyedik tagja.                                          |                           |                  |
| Flóra (Flourence)        | Kylie Minogue | Kylie Minogue             | Talmács Márta    |
| Flóra (Flourence)        | Egy kedves kislány, Dugó legjobb barátja, aki végtelenül bízik abban, hogy a mentőcsapat sikerrel jár.                  |                           |                  |
| Zizidor (Zebedee)        | Ian McKellen | Ian McKellen              | Tahi Tóth László |
| Zizidor (Zebedee)        | A jóságos rugólábú varázsló, aki hasznos tanácsokkal és jó varázslatokkal látja el a merész küldetésre induló csapatot. |                           |                  |
| Sam Katona (Soilder Sam) | Ray Winstone | Bill Hader                | Csuja Imre       |
| Sam Katona (Soilder Sam) | A Zuzmor szolgálatában álló zsoldos katona, aki valójában a bűvös körhinta lakója és annak őrzője.                      |                           |                  |
| Gőzös (Train)            | Lee Evans | Chevy Chase               | Lux Ádám         |
| Gőzös (Train)            | A nem túl bátor, beszélő gőzmozdony, akit Zizidor varázsol utasszállító eszköz gyanánt a mentőcsapatnak.                |                           |                  |
| Narrátor                 | – | Judi Dench                | –                |
| Narrátor                 | A történet bevezetését meséli, csak az Egyesült Államokban készült szinkronban szólal meg.                              |                           |                  |